# 赫卡
赫卡是古埃及對魔法與醫藥的神格化。其名即埃及語中的「魔法」。根據埃及文獻（棺木文261號咒語），赫卡存在於「二元性尚未形成之時」。術語ḥkꜣ亦用於指稱魔法儀式的實踐。

## 名稱
「赫卡」之名與埃及詞ḥkꜣ(w)「魔法」同源。該象形文字拼寫包含代表卡（kꜣ）的符號，即古埃及對生命力的概念。由於名字在古埃及的重要性，赫卡常被融入人名中，例如：赫卡威、赫卡夫或直接命名為赫卡。女神伊西斯有時亦與赫卡相關，被冠以偉大的魔法女士之銜。

## 信仰
古王國時期的金字塔文將赫卡描述為諸神擁有的超自然能量。「食人法老」需吞噬其他神祇以獲取此魔力。其後赫卡被提升為獨立神格，並發展出專屬崇拜。

### 創世神話
至棺木文時代，赫卡被描述為由創世神阿圖姆在時間之初所造。有時亦被擬人化為創世神，以男子或孩童形象出現，部分圖像中手持雙蛇。赫卡亦被視為創世三面之一，與西亞及胡並列。

### 一般神話
赫卡後被描繪為神聖太陽舟場景的一部分，並作為杜阿特中歐西里斯的保護者，能令鱷魚失明。
至托勒密王朝時期，赫卡的職責是宣告法老作為伊西斯之子登基，並將其抱於臂彎。
赫卡亦作為神聖三聯神之一出現於埃斯納（托勒密與羅馬時期底比斯地區第三諾姆的首府），其為羊首神克努姆與多位女神之子。其母說法不一，或為哈索爾化身尼布圖薇、獅首女神門希特、牛女神梅赫特-韋瑞特，最終定為戰爭與母神奈斯。
名為「擁有偉大魔法者」的Werethekau亦常與赫卡之力相關聯。
如埃及學家奧格登·戈萊特（1994）所述，《死者之書》中的魔法概念具複雜性：文本使用多種對應「魔法」的詞彙，因埃及人視魔法為正當信仰。戈萊特解釋：
赫卡魔法有多重意涵，但最重要的是它與言語及詞語力量的緊密關聯。在埃及魔法領域，行動未必比言語更有力——二者常為一體。思想、行為、形象與力量在赫卡概念中理論上合而為一。——戈萊特（1994）

## 圖庫

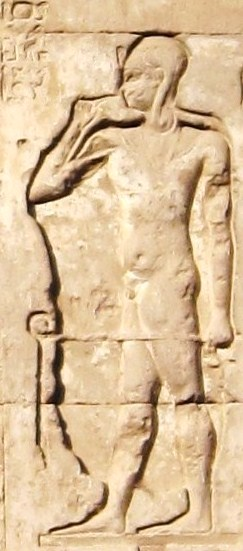
埃斯納神廟的赫卡浮雕
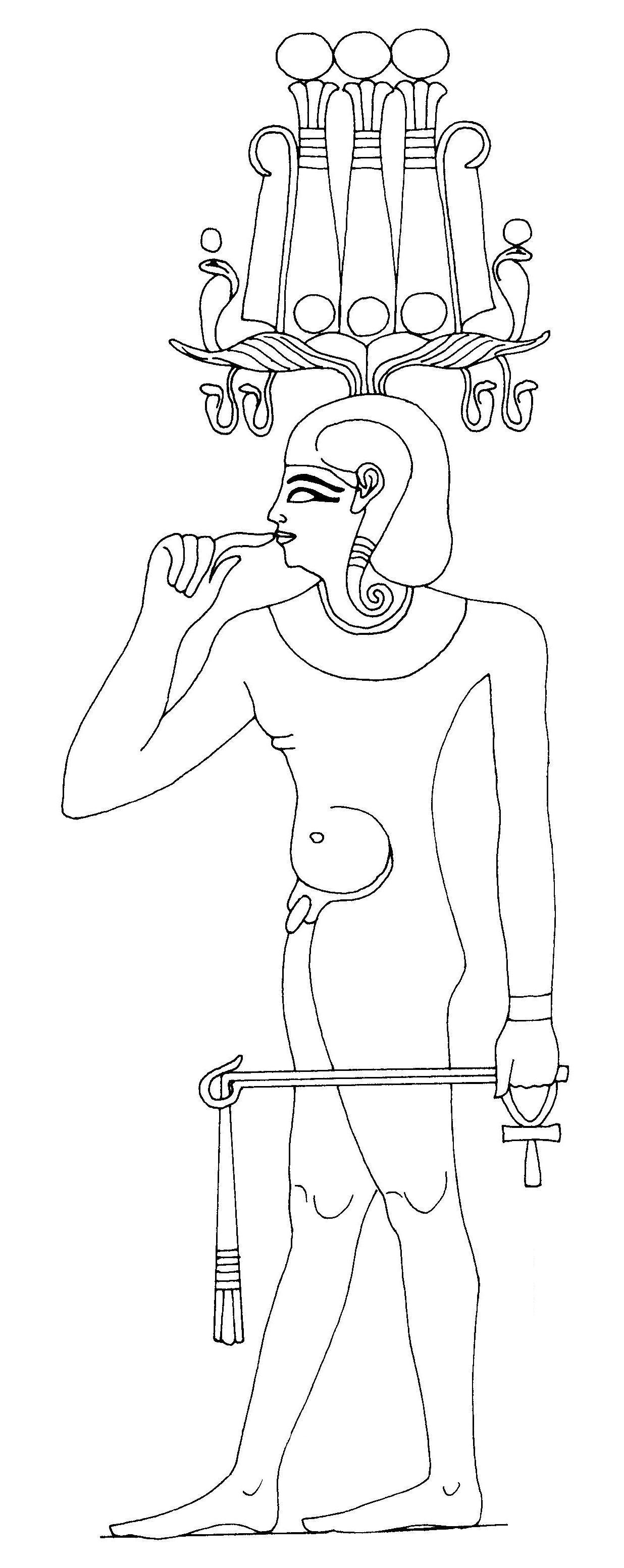
赫卡（ḥkꜣ）
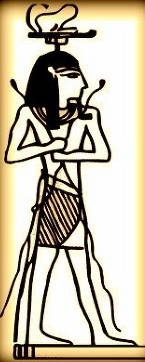
赫卡魔法形態：手持交叉雙蛇，頭頂以諾姆標誌上的獅後半身象徵其名